# Cruz Alta
Cruz Alta, amtlich portugiesisch Município de Cruz Alta, deutsch Hochkreuz, ist eine Gemeinde mit 2021 geschätzten 59.561 Einwohnern im Bundesstaat Rio Grande do Sul im Süden Brasiliens. Sie liegt etwa 350 km nordwestlich von der Hauptstadt Porto Alegre entfernt. 

## Geographie
Benachbart sind die Orte Pejuçara, Santa Bárbara do Sul, Ibirubá (N), Fortaleza dos Valos, Quinze de Novembro (O), Tupanciretã, Júlio de Castilhos (S), Ijuí, Augusto Pestana und Jóia (W).

## Geschichte
Bei Gründung der Stadt war die Gemeinde für etwa 60.000 km² zuständig, rund 20 % des Territoriums von Rio Grande do Sul. Aus dem ehemaligen Gemeindegebiet gingen ab dem 19. Jahrhundert 242 selbständig gewordene Gemeinden hervor.

## Kommunalpolitik
Bei der Kommunalwahl 2016 wurde Vilson Roberto Bastos dos Santos des Partido dos Trabalhadores (PT) für die Amtszeit von 2017 bis 2020 zum Stadtpräfekten (Bürgermeister) gewählt. Santos wurde bei der Kommunalwahl 2020 durch Stadtpräfektin Paula Rubin Facco Librelotto des Movimento Democrático Brasileiro (MDB) für die Amtszeit von 2021 bis 2024 abgelöst.gewählt.

## Bistum Cruz Alta
Die Stadt ist Sitz des Bistums Cruz Alta

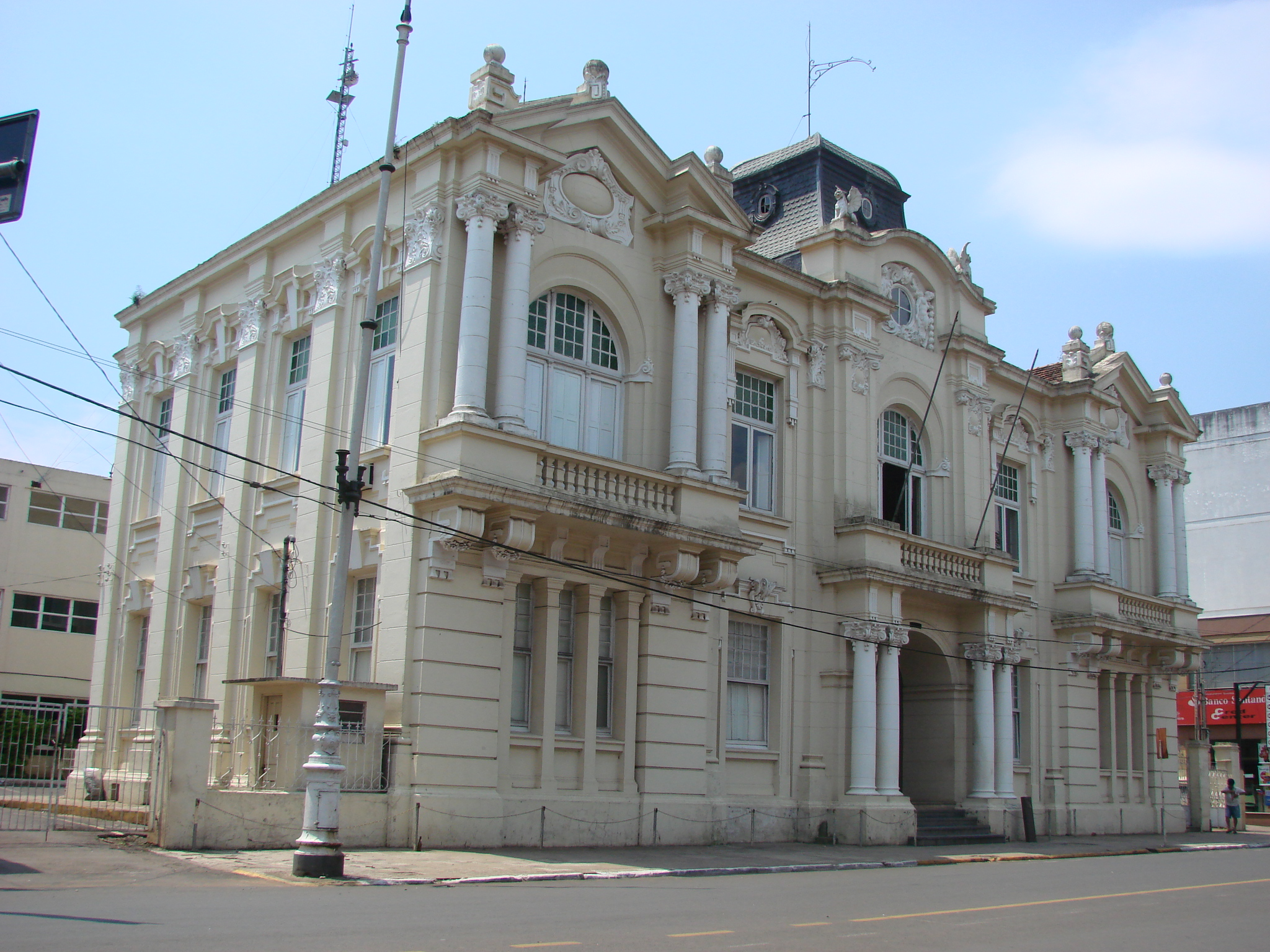
Stadtpräfektur
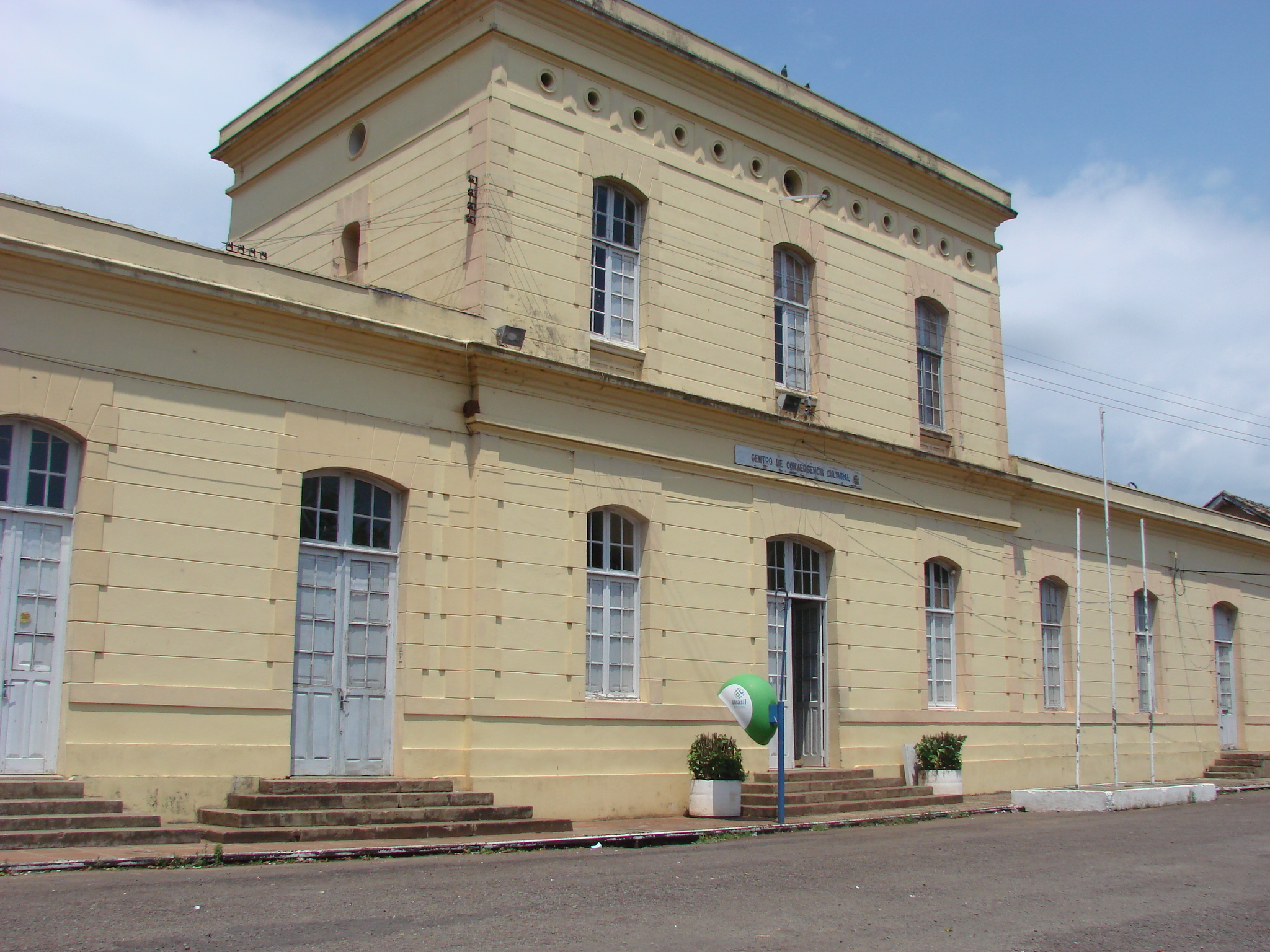
Ehemaliger Bahnhof

## Söhne und Töchter der Stadt
- José Gomes Pinheiro Machado (1851–1915), republikanischer Politiker
- José Fernandes Leite de Castro (1871–1950), Brigadegeneral und Politiker, 1930–32 Kriegsminister Brasiliens
- Alonso Silveira de Mello (1901–1987), römisch-katholischer Ordensgeistlicher, Bischof und Prälat von Diamantino
- Érico Veríssimo (1905–1975), Schriftsteller, Naturwissenschaftler und Übersetzer
- Leônidas Pires Gonçalves (1921–2015), General, Heeresminister unter Präsident Sarney
- Harry Amorim Costa (1927–1988), erster Gouverneur von Mato Grosso do Sul
- Saint Clair Cemin (* 1951), Bildhauer
- Clovis Fernandes (1954–2015), bekannt gewordener Fußballfan
- Marco Antônio Lemos Tozzi (Catê, 1973–2011), brasilianischer Fußballspieler und -trainer
- Luize Altenhofen (* 1979), Model, 1998 Miss Brasilien
- Paulo Roberto da Silva Zaltron (* 1980), Fußballspieler
- Fabiano Peçanha (* 1982), olympischer Leichtathlet
- Douglas Brose (* 1985), Karateka